# Fanny Bergenström
Fanny Marie Bergenström, född 20 mars 1968 i Västerleds församling i Stockholm, är en svensk fotograf, matskribent och författare.
Fanny Bergenström är matskribent i fjärde generation, eftersom modern Anna Bergenström, mormodern Pernilla Tunberger och även hennes mor Märta Zätterström var matskribenter. Fanny Bergenströms far är fotografen Nisse Peterson och morfar juristen Gullmar Bergenström. Dessutom är Johan Tunberger hennes morbror.
Utöver de böcker hon gett ut tillsammans med modern har hon utgivit Om blommor (1997) och Blommornas kalender: en evighetskalender (1997).